# 十二道沟镇
十二道沟镇，是中华人民共和国吉林省白山市长白朝鲜族自治县下辖的一个乡镇级行政单位。

## 行政区划
十二道沟镇下辖以下地区：
十二道沟社区、十二道沟村、船卧子村、十二道湾村、背阴亭村、孤山子村、外南岔村、下二股流村、十三道沟村、中和村和十三道湾村。